# Zoe Boyle
Zoe Boyle (1º gennaio 1989) è un'attrice britannica.

## Filmografia parziale

### Cinema
- Freeloaders, regia di Dan Rosen (2012)
- La promessa dell'alba (La Promesse de l'aube), regia di Éric Barbier (2017)
- Remi (Rémi sans famille), regia di Antoine Blossier (2018)
- L'ultima lettera d'amore (The Last Letter from Your Lover), regia di Augustine Frizzell (2021)
- Living, regia di Oliver Hermanus (2022)

### Televisione
- Grey's Anatomy - serie TV; 2 episodi (2009)
- Sons of Anarchy - serie TV; 7 episodi (2010)
- Downton Abbey - serie TV; 7 episodi (2011)
- The Astronaut Wives Club - serie TV; 10 episodi (2015)
- Witless - serie TV; 15 episodi (2016-2018)
- Frontiera (Frontier) - serie TV; 18 episodi (2016-2018)
- Quattro matrimoni e un funerale (Four Weddings and a Funeral) - miniserie TV; 10 episodi (2019)
- That Dirty Black Bag - serie TV; 8 episodi (2022)

### Doppiatrice
- Tomb Raider - La leggenda di Lara Croft (Tomb Raider: The Legend di Lara Croft) – serie animata (2024-in corso)

## Doppiatrici italiane
Nelle versioni in italiano delle opere in cui ha recitato, Zoe Boyle è stata doppiata da:
- Francesca Manicone in Grey's Anatomy, The Astronaut Wives Club, Frontiera
- Chiara Gioncardi in Downtown Abbey, That Dirty Black Bag
- Mariagrazia Cerullo ne La promessa dell'alba
- Valentina Favazza in Remi
- Giorgia Brasini in Quattro matrimoni e un funerale

Da doppiatrice è sostituita da:
- Eleonora Reti in Tomb Raider - La leggenda di Lara Croft